# Investimentos alternativos
| Modalidade       | Alvo                    |
| ---------------- | ----------------------- |
| Capital-semente  | Companhia startup       |
| Capital de risco | Pequena e média empresa |
| Capital privado  | Empresa de grande porte |

Investimentos alternativos é a classe de investimentos financeiros que reúne os fundos de Capital semente (Seed Money), capital privado (Private Equity) e capital de ventura (Venture Capital). Cada um destes termos em inglês nada mais é do que o nome dado aos fundos de investimentos que investem em empresas de capital fechado (que não são negociadas em bolsa de valores), sendo que as empresas que compõem o portfólio de cada um deles tem tamanhos diferentes. Esses fundos são de capital fechado, tem tempo de duração, e acesso apenas para investidor qualificado.
Fundos de Capital semente investem em empresas em estágio de formação, normalmente companhias emergentes potenciais (startups). Capital de ventura investe em empresas pequenas e médias e capital privado, em empresas médias e grandes, prestes a abrir o capital em bolsa de valores. Mas nada impede que a saída (a venda da participação no capital da empresa) de um fundo de uma empresa startup ou média também não aconteça através da venda de ações em bolsa de valores.
Para os investidores-anjo, que investem o primeiro dinheiro para o início de uma nova empresa startup, este investimento também é classificado como alternativo.